# 高山镇 (荥阳市)
高山镇，是中华人民共和国河南省郑州市荥阳市下辖的一个乡镇级行政单位。

## 行政区划
高山镇下辖以下地区：
高山村、许村、纸坊村、潘窑村、穆沟村、竹园村、石洞沟村、白水峪村、杨桥村、乔沟村、余顶村、妥要村、庙沟村、吴沟村、竹川村、冯沟村、苌岗村、冢岗村和苗顶村。